# Abadia de Cadouin

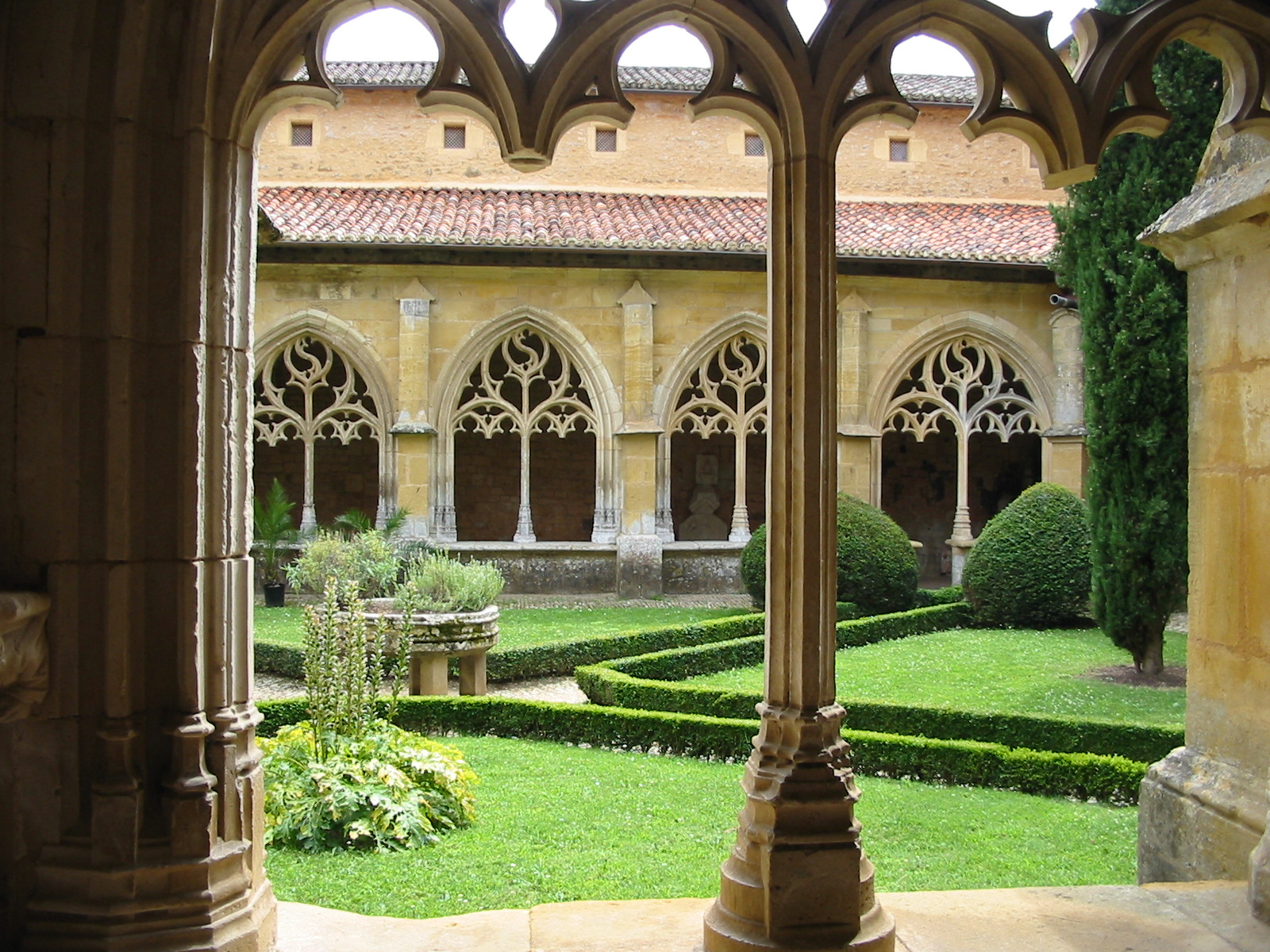
Claustro da abadia

A abadia de Cadouin ( em francês:  Abbaye de Cadouin ) é uma abadia medieval em França situada na comuna de Le Buisson-de-Cadouin, departamento de Dordoña (Aquitania). Construída entre os séculos XII e XV, foi depois restaurada no século XIX. O claustro original foi demolido no século XVIII, e foi re-descoberto na segunda metade do século XX.
A igreja foi objecto de uma classificação como monumento histórico de França, parte da primeira lista de monumentos desse país, a lista de monumentos históricos de 1840, que contava com 1034 monumentos.
Desde 1998 está declarada como Património da Humanidade pela Unesco, entre outras igrejas de peregrinação a Santiago de Compostela, no conjunto de «Caminhos de Santiago de Compostela em França» (n.º ref. 868-003).